# Morfa Nefyn
Morfa Nefyn är en by i Gwynedd i Wales. Byn är belägen 186,7 km 
från Cardiff. Orten har 932 invånare (2016).